# Araneus arganicola
Araneus arganicola là một loài nhện trong họ Araneidae.
Loài này thuộc chi Araneus. Araneus arganicola được Eugène Simon miêu tả năm 1909.